# 山本剛史 (地方公務員)
山本 剛史（やまもと つよし、1962年 <昭和37年> 1月18日 - ）は、日本の地方公務員。大阪市福島区長、政策企画室長を経て大阪市副市長。

## 経歴
1985年 (昭和60年) 3月 同志社大学法学部卒業、同年4月 大阪市採用市民生活局勤務、1994年 (平成6年) 4月 市民局生活文化部消費生活課主査、2001年4月 市民局市民活動推進部市民活動推進課長代理、2003年4月 総務局行政部大都市制度等担当課長、2005年4月 総務局行政部行政企画課長、2006年4月 広報報道室広報企画担当課長、2008年2月 市長室情報公開室設置準備室担当課長兼務、同年4月 情報公開室市民情報部広報担当課長、2009年4月 情報公開室市民協働担当課長、2010年4月 情報公開室市民情報部参画協働担当課長、2011年4月 福島区長、2012年8月 福島区副区長、2015年4月 政策企画室政策調整担当部長、2016年4月 政策企画室秘書部長、2017年4月 政策企画室理事兼秘書部長、2018年4月 政策企画室長。
2020年 (令和 2年) 1月 任期満了を迎える鍵田剛、中尾寛志の後任として朝川晋とともに松井一郎市長 (当時) から副市長に選任された。総務局、経済戦略局（立地交流推進部を除く。）、福祉局、健康局、こども青少年局及び会計室が所管する事務並びに他の執行機関及び市会事務局の職員に補助執行させている事務を担任。大阪公立大学の新大学名称検討委員、大阪マラソン組織委員会副会長などを務める。2024年1月 副市長再任。